# Уэрксоп Таун
«Уэрксоп Таун» (англ. Worksop Town) — английский футбольный клуб из города Уэрксоп, графство Ноттингемшир. Образован в 1861 году. Домашние матчи проводит на стадионе «Кэннон Парк». В настоящий момент выступает в Премьер дивизионе Северной Премьер-лиги, седьмом по значимости футбольном турнире Англии.

## Трофеи
Midland Football League:
Чемпион: 1921/22, 1965/66, 1972/73
Второе место: 1962/63, 1966/67, 1973/74
Northern Premier League Chairman’s Cup:
Обладатель: 2002
Northern Premier League President’s Cup:
Обладатель: 1986, 1996
Sheffield & Hallamshire Senior Cup:
Обладатель: 1924, 1953, 1955, 1956, 1970, 1973, 1982, 1985, 1995, 1997, 2003